# Пластик Бо
Plastic Bo. е българска ска/пънк група от Асеновград.

## История

### Началото (1996 – 2002)
Групата е създадена от Ивайло Мирчев и Иван и Георги Гвоздеви през 2000 г. и оттогава остава с непроменен състав. Момчетата са приятели още от младежките години, през които карат заедно скейтборд и свирят по различни проекти. Преди Plastic Bo., Георги свири заедно с Антон Сариев, впоследствие основател на Mindown, а Ивайло свири в друг проект заедно с Иван Тодоров, настоящ китарист на Smallman. Колаборациите започват още през 1996 и дават своя резултат, като концерти и авторски песни през 1998 година.
Първия концерт на Plastic Bo. като група е през февруари 2000 година в асеновградската дискотека „Примо“. Следват няколко месеца репетиции и локални участия, докато през 2001 година групата за пръв път излиза извън Асеновград, за да свири в Пловдив и различни фестивали в региона. Първата студийна песен на групата е кавър на Васил Найденов – „Телефонна любов“. Записът е направен в края на 2001 г. в студиото на популярната пловдивска джаз формация „Бели, зелени, червени“. През 2002 година е направен запис на първата авторска песен на групата „Бира с гювеч“, която обаче не влиза в нито един албум. Записът е направен в Асеновград, в домашното студио на Димитър Налбантов – виртуозен китарист и приятел на групата. Оттогава всички записани издания на групата са дело на общата им работа с Димитър.

### Записи и концерти (2003 – 2014)
През 2003 година идва покана за участие в сплит албум с едни от най-актуалните пънк имена в България. Изданието носи името „Ways“ и всяка от групите в нея, участва с по 4 песни. Това са и първите песни, които групата издава – „Самолет“, „С теб“, „11 коловоз“ и „7000 неща“.
През 2004 година следват записи на нови песни, които влизат в издадения през следващата година албум „A-D Bassline“. В него са включени и презаписаните четири песни от „Ways“, както и нови като: „Двама“, „Ставри“, „Пет куплета“, „На края на света“, „Стари дрехи“, „Шахта“, „Жълтата кола“. В албумът не попада песента „На свещи“, както и записаната в домашни условия с Dj Flashfader „Френски пич“.
Малкото издание, съдържащо пет песни „Ден и нощ“ се появява през 2005 година. В него са песните „Робинята Изаура“, „Ден и нощ“, „Есенна раздяла“ „Рудник Дружба“ и ремикс на „На свещи“ от Dj Flashfader. За пръв път в свой запис групата има и брас секция, а като гост-музиканти партиите изсвирват Владимир и Живко от софийската ска банда „Switchstance“. Нещата между музикантите пасват и впоследствие момчетата стават съпорт звено за много от концертите на Plastic Bo.
Групата посреща 2007 година с нов албум, материала за който е написан през 2006. „Сън“ е доста по-мелодично и твърдо звучащ албум, в който ска елемента почти липсва. Песните в него са „Сън“, „Дали ще те срещна пак някога“, „Бягай“, „Пропилени години“, „Тишина“, „Хиляди слънца пак светят“ и „Старата пловдивска автогара“, която е и единствената ска песен в албума. За това издание отново брас секцията е изсвирена от Живко и Владимир. Следва турне в Германия и концерти в цяла България в подкрепа на този албум.
През 2008 година песента „Пропилени години“ е включена в албум компилация „Credit To The Nation“ издаден от Строежа.
През 2009 година Plastic Bo. издава петият си албум – „По-жълтата кола“. В този албум стиловото разнообразие е доста по-широко. Има песни с откровено поп-ска съдържание „Две нощни пеперуди“, „Черно и бяло“, с реге дъб звучене „По-жълтата кола“, има ска пънк песни „Люляци“, „Сребърно небе“, „Белинташ е само наш“, „Оркестър Дъ Ахрянърс“, „Лято“, както и мелодичната „Не съм готов да те загубя“. В този албум влизат и презаписаните с брас секция „Шахта“ и „11 коловоз“. Албумът е широко представен по музикални радиостанции, различни медии и турне в подкрепа на изданието. В този албум не влизат кавъра на Братя Аргирови „От понеделник“, както и песен, носеща името „Късата“.
Следват концерти с големи имена на европейската и световна ска сцена – американските ска легенди The Toasters, DiscoBalls (Чехия), Zero Talent (Франция), Whiskey Avengers (САЩ), Elvis Jackson (Словения) и др.

### Фестивали и проекти (2015 – 2018)
С утвърждаването си на българската сцена и след добитата популярност, групата започва да прави и все по-големи концерти.
През юни 2015 година Plastic Bo. взима участие в третото издание на българския музикален фестивал Wrong Fest, заедно с групи като Truckfighters (Швеция), Popa Sapka (Румъния) и др. Следващата година свирят на Bulgaria Tattoo Expo 2016, а през 2017 г. по специална покана откриват сезона в клуб „Строежа“ и участват в програмата на големия български фестивал Hills Of Rock в Пловдив. През тези години групата също подгрява няколко пъти на легендарната ска група Уикеда.
През 2018 г. триото взима участие и във фестивалите „Мога Фест“ и „Shake that Хълм“, като в края на годината реализират и дългоочакваният концерт с кавъри на български песни. Групата работи по проекта от години, като подготвя кавъри на любими български песни от периода 1980 – 2000 г. Концертът протича под името „Любими български песни от Plastic Bo.“ в столичния клуб „Бар Петък“. Април месец същата година Plastic Bo. участват като група и в епизод на българския сериал „Скъпи наследници“.
Въпреки успешните изяви и натрупаната популярност Plastic Bo. остават верни на феновете си и продължават да правят новогодишни концерти в бар „Кошипрайм“ в Асеновград.

### (2019-)
2019 година започва ударно за групата като „съпорт“ на големите „Jaya The Cat“.

## Албуми
- Ways (2003) – сплит албум с Crowfish, Maniacal Pictures и Spot
- A-D Bassline (2004)
- Ден и нощ (2005) – EP
- Сън (2007)
- По-жълтата кола (2009)
- АсеновградСКА реколта (2014)